# Coupe d'Océanie de football
 (juin 2025).
- Si vous ne connaissez pas le sujet, laissez ce bandeau (vous pouvez alors contacter les auteurs).
- Si vous supprimez le contenu mis en cause (vous pouvez préalablement contacter les auteurs),

argumentez précisément cette suppression dans la page de discussion
(un manque de référence n'est pas un argument ; une recherche réelle de référence doit avoir été effectuée, être formellement documentée).
 (juin 2025).
Si vous disposez d'ouvrages ou d'articles de référence ou si vous connaissez des sites web de qualité traitant du thème abordé ici, merci de compléter l'article en donnant les références utiles à sa vérifiabilité et en les liant à la section « Notes et références ».
Cet article traite de l'épreuve masculine. Pour la compétition féminine, voir Coupe d'Océanie féminine de football.
La Coupe d'Océanie de football est la principale compétition de football d'association disputée par les équipes nationales seniors masculines des membres de la Confédération du football d'Océanie, déterminant le champion continental d'Océanie. Le champion d'Océanie participait ensuite à la Coupe des Confédérations de la FIFA.
Historiquement, le niveau des équipes d'Océanie est faible par rapport à celui du reste du monde, notamment l'Europe et l'Amérique du Sud. De plus un très grand gouffre séparait l'Australie et la Nouvelle-Zélande, seules nations capables de rivaliser avec de bonnes équipes d'autres continents, des petites îles océaniennes concurrentes, de sorte que la Coupe d'Océanie manquait de densité et donnait des résultats prévisibles. Les huit premières éditions n'ont ainsi vu que deux vainqueurs : l'Australie et la Nouvelle-Zélande. En Coupe d'Océanie de football 2012, Tahiti a créé la surprise en devenant la première équipe en dehors des deux précitées à remporter la coupe, surprise facilitée par l'absence de l'Australie qui ne dispute plus la Coupe d'Océanie depuis son adhésion à la Confédération asiatique de football en 2006. La décision des Australiens de quitter la confédération a d'ailleurs été motivée par le manque de concurrence en Océanie.

## Histoire

### Premières éditions (1973 et 1980)
Le tournoi a vu le jour en 1973, sous le nom de « Coupe d'Océanie ». Cette première édition a été remportée par l'hôte à Auckland, en Nouvelle-Zélande, vainqueur de la poule unique et de la finale contre Tahiti, (2-0). Le tournoi a été caractérisé par l'absence de l'équipe australienne et la présence de certaines équipes non membres de la FIFA à l'époque, comme les Nouvelles-Hébrides, qui deviendra plus tard Vanuatu après avoir obtenu son indépendance en 1980.
La deuxième édition de la Coupe d'Océanie a eu lieu seulement sept ans plus tard, en 1980 en Nouvelle-Calédonie, alors non membre de la FIFA. L'Australie a battu Tahiti en finale (4-2) après avoir remporté ses trois matchs de poule par au moins huit buts d'écart à chaque fois. Le tournoi a été caractérisé par la défaillance de la Nouvelle-Zélande, éliminée et battue par Tahiti (3-1) et les Fidji (4-0). Pourtant, peu après, la Nouvelle-Zélande parviendra à se qualifier pour la coupe du monde 1982. Ces deux premiers tournois océaniens n'étaient pas précédés de tour préliminaire, le faible nombre d'inscrits ne le justifiant pas.
Le tournoi voit ensuite une longue interruption, ce qui fait que l'Australie va conserver son titre de champion d'Océanie pendant 16 ans. Durant la période 1981-1995, la seule compétition notable sur le continent était la Coupe Trans-Tasman, disputée uniquement entre l'Australie et la Nouvelle-Zélande.

### Retour du tournoi, organisé tous les deux ans (1996-2004)

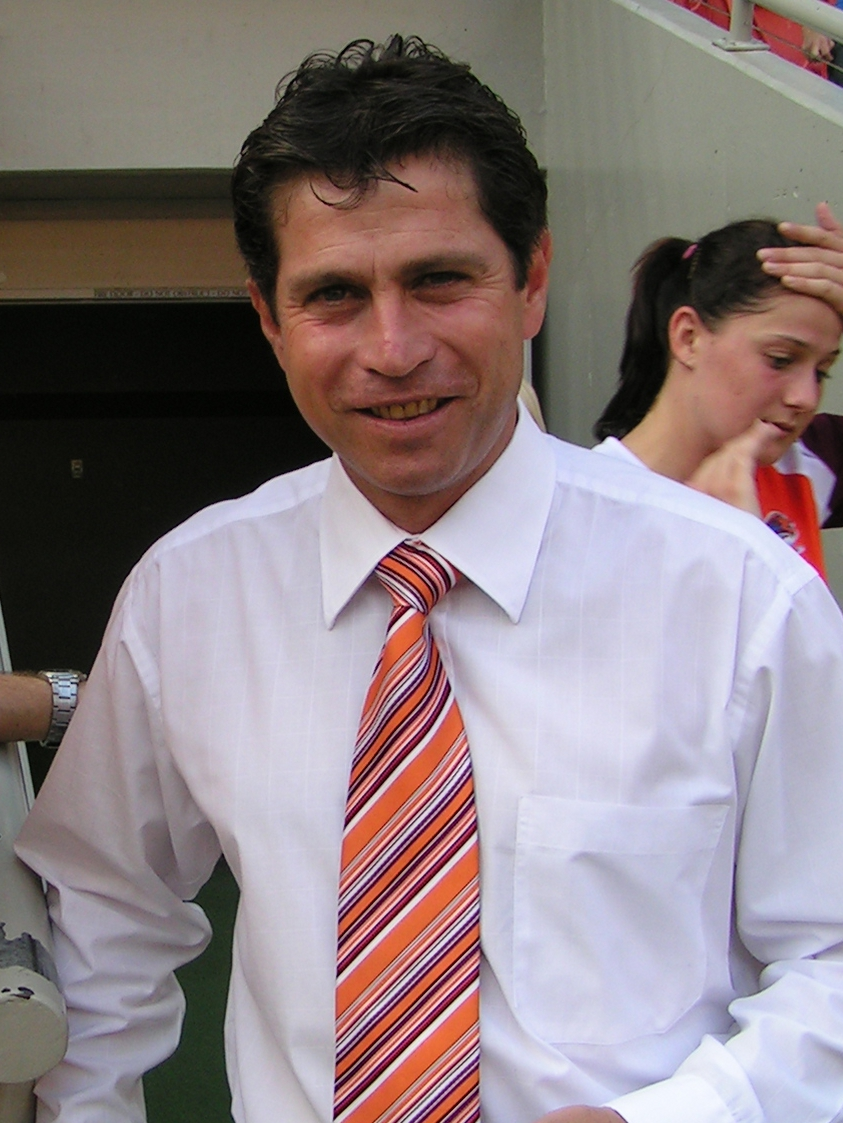
Frank Farina a remporté la Coupe d'Océanie à deux reprises avec l'Australie en 2000 et 2004.

Encouragée par la FIFA, l'OFC relance le tournoi en 1996 sous le nom de « Coupe des Nations d'Océanie », ce qui permet notamment à l'Océanie de désigner sportivement un représentant à la coupe des confédérations que la FIFA venait tout juste de prendre en main. L'édition 1996 a mis aux prises quatre équipes, l'Australie et la Nouvelle-Zélande qualifiées d'office ainsi que Tahiti, vainqueur de la coupe de Polynésie et les Îles Salomon, vainqueur de la coupe de Mélanésie. le format comprend des demi-finales et une finale, toutes jouées en matchs aller et retour. L'Australie élimine en demi-finale la Nouvelle-Zélande, son adversaire de la Coupe Trans-Tasman, puis conserve facilement son titre contre Tahiti (6-0 et 5-0). Le meilleur buteur de ce tournoi, Kris Trajanovski, a inscrit ses sept buts contre Tahiti : quatre à l'aller à Papeete (Tahiti) et trois au retour à Canberra (Australie). À la suite de ce succès, l'Australie a participé à la coupe des confédérations 1997 en Arabie Saoudite.
En 1998, six équipes disputent la phase finale organisée en Australie. L'Australie retrouve logiquement la Nouvelle-Zélande en finale à Brisbane mais s'incline 1-0 sur un but de Mark Burton et laisse le titre aux Néo-zélandais. Lors de cette édition, le joueur australien Damian Mori inscrit 10 buts, un record. Il est également le meilleur buteur global de la Coupe d'Océanie de football avec 14 buts en trois éditions : un en 1996, dix en 1998 et trois en 2002.
La cinquième édition a été organisée à Tahiti en 2000. La formule du tournoi est reconduite et encore une fois l'Australie et la Nouvelle-Zélande se disputent le titre en finale à Papeete. L'Australie l'emporte sur le score de 2-0 (troisième titre), se qualifiant au passage pour la coupe des confédérations 2001. Les Fidji, qualifiés pour cette édition, ont dû déclarer forfait en raison de la guerre civile et ont été remplacés par Vanuatu, a offert une belle résistance en demi-finale contre l'Australie dirigée par Frank Farina, ne s'inclinant que 1-0 sur un penalty de Kevin Muscat. L'équipe australienne se classera ensuite troisième de la Coupe des coupe des confédérations en Corée du Sud et au Japon.

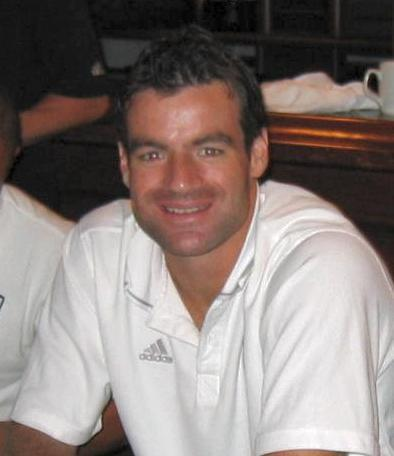
Ryan Nelsen, auteur du seul but lors de la finale de la Coupe d'Océanie 2002.

Pour l'édition 2002, organisée en Nouvelle-Zélande, le tournoi est élargi à huit équipes, réparties en deux groupes remportés respectivement par l'Australie et la Nouvelle-Zélande. Australiens et Néo-zélandais se retrouvent en finale pour la troisième fois consécutive. L'Australie avait dû attendre la prolongation pour disposer de Tahiti en demi-finale. L'Australie présentait cependant une équipe affaiblie, privée de ses meilleurs éléments. En effet, en raison de problèmes financiers à la fédération australienne, les joueurs australiens devaient payer leurs propres frais pour se rendre en Nouvelle-Zélande. Scott Chipperfield est le seul international évoluant loin du pays (en Europe) à s'être déplacé. La finale a été remportée pour la troisième fois par les All Whites, vainqueurs de leurs rivaux historiques 1-0 à Auckland grâce à un but tardif de Ryan Nelsen.
L'édition 2004 sert également pour la première fois de qualification pour la coupe du monde 2006 et se déroule en Australie. Les six nations s'affrontent dans un groupe unique. Les deux premiers se disputent ultérieurement le titre en matchs aller-retour. Au cours du tournoi le Vanuatu s'impose contre toute attente face à la Nouvelle-Zélande 4-2, mais perd tous ses autres matches. Les Néo-zélandais également battus par l'Australie (1-0), ratent donc le coche et laissent les Îles Salomon prendre la deuxième place grâce à un nul contre l'Australie. Dans la double confrontation pour le titre, les Îles Salomon ne font pas le poids et sont sévèrement battues à deux reprises, 5-1 sur leur terrain d'Honiara et 6-0 à Sydney. De plus, c'était la première fois qu'un entraîneur, Frank Farina, remportait deux fois la Coupe d'Océanie des nations. Enfin, il s'agit du quatrième et dernier titre de champion d'Océanie pour l'Australie : en 2006, les Australiens décident de rejoindre la confédération asiatique de football, modifiant considérablement la scène du football océanien.
Deux ans plus tard, dirigée par le Néerlandais Guus Hiddink et composée de nombreux buteurs de la Coupe d'Océanie 2004 tels que Tim Cahill, Harry Kewell, Mark Bresciano, Brett Emerton, John Aloisi, l'Australie, qui représente pour la dernière fois son continent, atteint le deuxième tour de la coupe du monde 2006 en Allemagne.

### Une nouvelle ère (depuis 2006)
L'Australie a rejoint la Confédération asiatique de football le 1er janvier 2006, cessant d'être membre de l'OFC, laissant la Nouvelle-Zélande comme la seule puissance majeure de l'OFC. Les Jeux du Pacifique Sud de 2007, remportés par la Nouvelle-Calédonie, ont servi de tour de qualification pour les trois équipes les moins bien classées de l'OFC, le vainqueur se qualifiant pour la Coupe d'Océanie 2008. L'édition 2008 s'est déroulée avec quatre équipes s'affrontant à domicile et à l'extérieur (aller-retour) au sein d'un groupe unique. Le tournoi faisait également partie de la compétition de qualification pour la Coupe du Monde de la FIFA 2010. La Nouvelle-Zélande a remporté le titre haut la main pour la quatrième fois, gagnant cinq matches sur six. Les Fidji ont toutefois créé une petite surprise lors de la dernière journée en battant le champion néo-zélandais à Lautoka (Fidji), 2-0 avec deux buts de Roy Krishna. Le meilleur buteur Shane Smeltz (Nouvelle-Zélande) a inscrit huit buts dont quatre contre le deuxième, la Nouvelle-Calédonie (3-1 à l'extérieur et 3-0 à domicile).

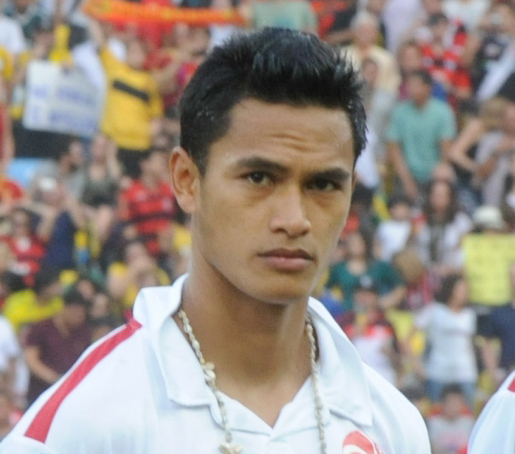
Steevy Chong Hue, auteur du seul but lors de la finale de la Coupe d'Océanie 2012.

En 2012 le tournoi devait initialement se dérouler aux Fidji, mais le projet a avorté en raison d'un litige juridique en cours impliquant le secrétaire général de l'OFC, Tai Nicholas, et les autorités fidjiennes. En remplacement, les Îles Salomon acceptent d'accueillir la compétition sur leur sol, avec la présence de la Nouvelle-Zélande, la Nouvelle-Calédonie, le Vanuatu, Tahiti, les Fidji, la Papouasie-Nouvelle-Guinée et les Samoa (vainqueur du tournoi de qualification). Le tirage au sort était similaire à celui de l'édition 2012, avec deux groupes de quatre équipes, les deux premiers de chaque groupe se qualifiant pour les demi-finales. En finale au Lawson Tama Stadium, Tahiti bat la Nouvelle-Calédonie 1-0 grâce à un but de Steevy Chong Hue. Tahiti devient ainsi la première équipe autre que l'Australie ou la Nouvelle-Zélande à être sacrée championne d'Océanie. Le tournoi faisait également partie de la compétition de qualification de l'OFC pour la Coupe du Monde 2014.
La Coupe d'Océanie 2020 n'a pas pu avoir lieu à cause de la crise du Covid-19. Le tournoi n'a pas été reporté mais annulé, repoussant ainsi la prochaine édition en 2024. Le tournoi de 2024 se déroule au Vanuatu, avec sept nations au lieu de huit (la Nouvelle-Calédonie est forfait en raison de émeutes qui secouent le territoire). La Nouvelle-Zélande, après deux victoires en deux matchs sans encaisser de but, s'est qualifiée en première position du groupe A, suivie de Vanuatu, tandis que la poule B est remportée les Fidji vainqueurs de tous leurs matchs, notamment un 9-1 contre les Samoa devant Tahiti. En demi-finales, la Nouvelle-Zélande a battu largement Tahiti 5-0 d'un côté et le Vanuatu a gagné 2-1 face aux Fidji, de l'autre. En finale, entre deux équipes issues du groupe A, la Nouvelle-Zélande s'est une nouvelle fois imposée, 3-0, contre le pays hôte qui a longtemps maintenu le score à 1-0, conservant ainsi son titre continental.

## Format

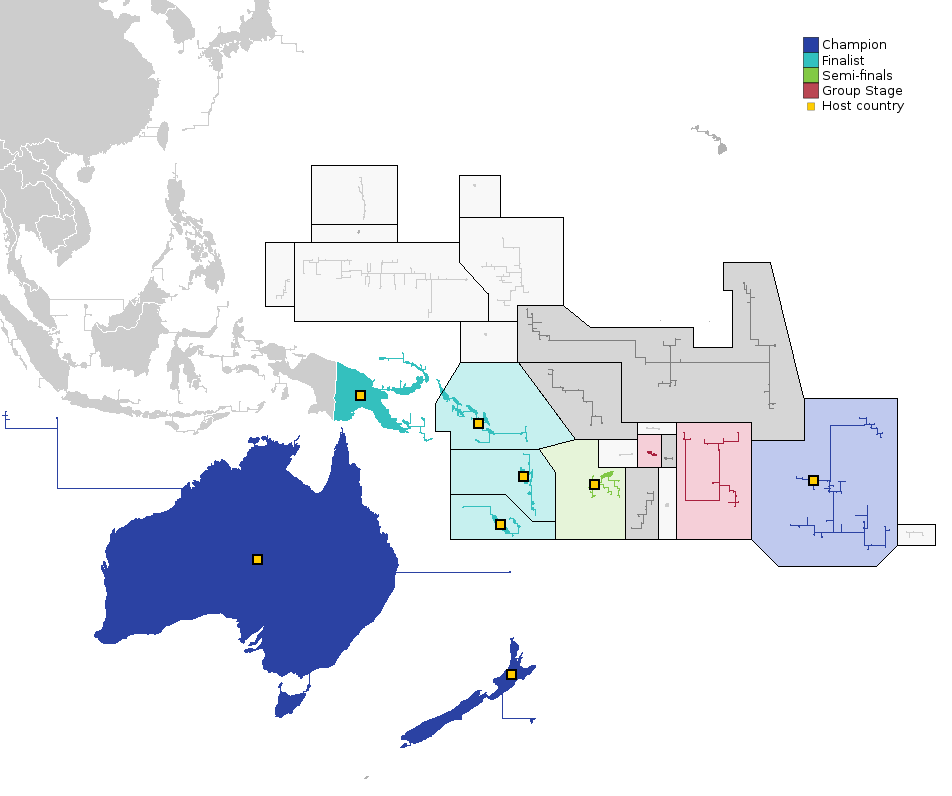
Carte des meilleurs résultats par nation.
3 nations ont remporté le titre.
Gris foncé : équipe jamais qualifiée.
Carré jaune : hôte du tournoi au moins une fois.

L'Australie (du temps de sa présence dans la confédération) et la Nouvelle-Zélande ont toujours été qualifiées d'office pour le tournoi, tandis que les nations restantes ont, à partir de 1996, très souvent dû passer par une phase qualificative. Les coupes polynésienne et mélanésienne, disputées localement entre cinq nations chacune, ont notamment servi un temps de tournois de qualification pour la coupe d'Océanie des nations.
Avec le report puis l'annulation de la coupe de Mélanésie, et un sort similaire pour son équivalent polynésien, le format a évolué en 2002, le classement de la FIFA étant pris en compte pour désigner des têtes de série et déterminer les équipes accédant directement à la phase finale et celles devant passer par un tour préliminaire. La phase finale de 2002 a proposé une formule classique de deux groupes de quatre au premier tour suivis de demi-finales, match pour la troisième place et finale. 2004 a vu le retour de groupes préliminaires similaires à ceux de 1996 à 2000, tandis que le tournoi final s'est disputé en groupe unique de six équipes avec une finale en rencontres aller-retour disputée ultérieurement entre les deux premiers au classement. Ce tournoi faisait également office de tour de qualification pour la coupe du monde 2006.
Pour la Coupe d'Océanie 2008, le tournoi de football des Jeux du Pacifique Sud de 2007 a servi de tournoi de qualification, les trois nations médaillées (or-argent-bronze) rejoignant la Nouvelle-Zélande pour disputer un véritable championnat à quatre avec matchs aller-retour délivrant le titre au premier du classement. À partir de 2012, la Coupe d'Océanie se stabilise autour de huit participants en phase finale (deux groupes de quatre au premier tour).
| Année | Équipes | Matches | Format |
| ----- | ------- | ------- | --- |
| 1973  | 5       | 12      | groupe de 5 en tournoi toutes rondes, petite finale entre le 3e et le 4e au classement, grande finale entre les deux premiers |
| 1980  | 8       | 14      | 2 groupes de 4, match pour la 3e place, finale                                                                                |
| 1996  | 4       | 6       | Demi-finales aller-retour, finale aller-retour                                                                                |
| 1998  | 6       | 10      | 2 groupes de 3, demi-finales, match pour la 3e place, finale                                                                  |
| 2000  | 6       | 10      | 2 groupes de 3, demi-finales, match pour la 3e place, finale                                                                  |
| 2002  | 8       | 16      | 2 groupes de 4, demi-finales, match pour la 3e place, finale                                                                  |
| 2004  | 6       | 17      | Poule unique de 6, finale aller-retour entre les deux premiers                                                                |
| 2008  | 4       | 12      | Championnat en tournoi toutes rondes de 4, matchs aller-retour                                                                |
| 2012  | 8       | 16      | 2 groupes de 4, demi-finales, match pour la 3e place, finale                                                                  |
| 2016  | 8       | 15      | 2 groupes de 4, demi-finales, finale                                                                                          |
| 2024  | 7       | 13      | 2 groupes de 4 (et 3), demi-finales, match pour la 3e place, finale                                                           |

## Palmarès

### Résultats
| Édition | Année | Pays Hôte                 |                                                         | Finale                                                  | Finale                                                  | Finale                                                  |                                                         | Petite finale                                           | Petite finale                                           | Petite finale |  | Nombre d’équipes |
| Édition | Année | Pays Hôte                 | Champion                                                | Score                                                   | Finaliste                                               | Troisième                                               | Score                                                   | Quatrième                                               |                                                         |               |  | Nombre d’équipes |
| 1       | 1973  | Nouvelle-Zélande          | Nouvelle-Zélande                                        | 2–0                                                     | Tahiti                                                  | Nouvelle-Calédonie                                      | 2–1                                                     | Nouvelles-Hébrides                                      | 5                                                       |               |  |                  |
| 2       | 1980  | Nouvelle-Calédonie        | Australie                                               | 4–2                                                     | Tahiti                                                  | Nouvelle-Calédonie                                      | 2–1                                                     | Fidji                                                   | 8                                                       |               |  |                  |
| 3       | 1996  | -                         | Australie                                               | 6–0 5–0                                                 | Tahiti                                                  | Nouvelle-Zélande et Îles Salomon                        | Nouvelle-Zélande et Îles Salomon                        | Nouvelle-Zélande et Îles Salomon                        | 4                                                       |               |  |                  |
| 4       | 1998  | Australie                 | Nouvelle-Zélande                                        | 1–0                                                     | Australie                                               | Fidji                                                   | 4–2                                                     | Tahiti                                                  | 6                                                       |               |  |                  |
| 5       | 2000  | Tahiti                    | Australie                                               | 2–0                                                     | Nouvelle-Zélande                                        | Salomon                                                 | 2–1                                                     | Vanuatu                                                 | 6                                                       |               |  |                  |
| 6       | 2002  | Nouvelle-Zélande          | Nouvelle-Zélande                                        | 1–0                                                     | Australie                                               | Tahiti                                                  | 1–0                                                     | Vanuatu                                                 | 8                                                       |               |  |                  |
| 7       | 2004  | Australie                 | Australie                                               | 5–1 6–0                                                 | Îles Salomon                                            | Nouvelle-Zélande                                        | Tournoi final                                           | Fidji                                                   | 6                                                       |               |  |                  |
| 8       | 2008  | -                         | Nouvelle-Zélande                                        | Tournoi final                                           | Nouvelle-Calédonie                                      | Fidji                                                   | Tournoi final                                           | Vanuatu                                                 | 4                                                       |               |  |                  |
| 9       | 2012  | Îles Salomon              | Tahiti                                                  | 1–0                                                     | Nouvelle-Calédonie                                      | Nouvelle-Zélande                                        | 4–3                                                     | Îles Salomon                                            | 8                                                       |               |  |                  |
| 10      | 2016  | Papouasie-Nouvelle-Guinée | Nouvelle-Zélande                                        | 0–0 4–2                                                 | Papouasie-Nouvelle-Guinée                               | Nouvelle-Calédonie et Îles Salomon                      | Nouvelle-Calédonie et Îles Salomon                      | Nouvelle-Calédonie et Îles Salomon                      | 8                                                       |               |  |                  |
| –       | 2020  | Nouvelle-Zélande          | Annulé en raison de la pandémie de COVID-19 en Océanie. | Annulé en raison de la pandémie de COVID-19 en Océanie. | Annulé en raison de la pandémie de COVID-19 en Océanie. | Annulé en raison de la pandémie de COVID-19 en Océanie. | Annulé en raison de la pandémie de COVID-19 en Océanie. | Annulé en raison de la pandémie de COVID-19 en Océanie. | Annulé en raison de la pandémie de COVID-19 en Océanie. | 8             |  |                  |
| 11      | 2024  | Vanuatu                   | Nouvelle-Zélande                                        | 3–0                                                     | Vanuatu                                                 |                                                         | Tahiti                                                  | 2–1                                                     | Fidji                                                   | 8             |  |                  |

### Bilan par nation
| Nation                    | Champion                               | Finaliste            | Troisième                  | Quatrième                  | Total top 4 |
| ------------------------- | -------------------------------------- | -------------------- | -------------------------- | -------------------------- | ----------- |
| Nouvelle-Zélande          | 6 (1973, 1998, 2002, 2008, 2016, 2024) | 1 (2000)             | 2 (2004, 2012) ; (df 1996) | —                          | 10          |
| Australie                 | 4 (1980, 1996, 2000, 2004)             | 2 (1998, 2002)       | —                          | —                          | 6           |
| Tahiti                    | 1 (2012)                               | 3 (1973, 1980, 1996) | 2 (2002, 2024)             | 1 (1998)                   | 7           |
| Nouvelle-Calédonie        | —                                      | 2 (2008, 2012)       | 2 (1973, 1980) ; (df 2016) | —                          | 5           |
| Îles Salomon              | —                                      | 1 (2004)             | 1 (2000) ; (df 1996, 2016) | 1 (2012)                   | 5           |
| Vanuatu                   | —                                      | 1 (2024)             | —                          | 4 (1973, 2000, 2002, 2008) | 5           |
| Papouasie-Nouvelle-Guinée | —                                      | 1 (2016)             | —                          | —                          | 1           |
| Fidji                     | —                                      | —                    | 2 (1998, 2008)             | 3 (1980, 2004, 2024)       | 5           |

- Le texte en gras indique lorsque le pays est hôte.

### Tableau récapitulatif
- 1er – Champion
- 2e – Finaliste
- 3e – Troisième
- 4e – Quatrième
- 3/4 – Demi-finales (si match pour la 3e place non disputé)
- 5e — Cinquième place
- 6e — Sixième place
- Gr. – Premier tour
- Q — Qualifié
- ••  — Qualifié puis forfait
- •  — Non qualifié
- ×  — Non inscrit
- — Hôtes

| Équipes                   | 1973                | 1980                | 1996                | 1998                | 2000                | 2002                | 2004                | 2008            | 2012            | 2016            | 2024            | Particip. |
| ------------------------- | ------------------- | ------------------- | ------------------- | ------------------- | ------------------- | ------------------- | ------------------- | --------------- | --------------- | --------------- | --------------- | --------- |
| Nouvelle-Zélande          | 1er                 | Gr.                 | 3/4                 | 1er                 | 2e                  | 1er                 | 3e                  | 1er             | 3e              | 1er             | 1er             | 11        |
| Tahiti                    | 2e                  | 2e                  | 2e                  | 4e                  | Gr.                 | 3e                  | 5e                  | •               | 1er             | Gr.             | 3e              | 10        |
| Vanuatu                   | 4e                  | Gr.                 | •                   | Gr.                 | 4e                  | 4e                  | 6e                  | 4e              | Gr.             | Gr.             | 2e              | 10        |
| Fidji                     | 5e                  | 4e                  | •                   | 3e                  | ••                  | Gr.                 | 4e                  | 3e              | Gr.             | Gr.             | 4e              | 9         |
| Îles Salomon              | ×                   | Gr.                 | 3/4                 | •                   | 3e                  | Gr.                 | 2e                  | •               | 4e              | 3/4             | Gr.             | 8         |
| Australie                 | ×                   | 1er                 | 1er                 | 2e                  | 1er                 | 2e                  | 1er                 | Membre de l'AFC | Membre de l'AFC | Membre de l'AFC | Membre de l'AFC | 6         |
| Nouvelle-Calédonie        | 3e                  | 3e                  | •                   | •                   | •                   | Gr.                 | •                   | 2e              | 2e              | 3/4             | ••              | 6         |
| Papouasie-Nouvelle-Guinée | ×                   | Gr.                 | •                   | •                   | •                   | Gr.                 | •                   | ×               | Gr.             | 2e              | Gr.             | 5         |
| Îles Cook                 | ×                   | ×                   | ×                   | Gr.                 | Gr.                 | ×                   | •                   | •               | •               | •               | •               | 2         |
| Samoa                     | ×                   | ×                   | •                   | •                   | •                   | •                   | •                   | •               | Gr.             | Gr.             | Gr.             | 3         |
| Tonga                     | ×                   | ×                   | •                   | •                   | •                   | •                   | •                   | •               | •               | •               | •               | 0         |
| Samoa américaines         | ×                   | ×                   | •                   | •                   | •                   | •                   | •                   | •               | •               | •               | ×               | 0         |
| Niue                      | Pas membre de l'OFC | Pas membre de l'OFC | Pas membre de l'OFC | Pas membre de l'OFC | Pas membre de l'OFC | Pas membre de l'OFC | ×                   | ×               | ×               | ×               | ×               | 0         |
| Kiribati                  | Pas membre de l'OFC | Pas membre de l'OFC | Pas membre de l'OFC | Pas membre de l'OFC | Pas membre de l'OFC | Pas membre de l'OFC | Pas membre de l'OFC | ×               | ×               | ×               | ×               | 0         |
| Tuvalu                    | Pas membre de l'OFC | Pas membre de l'OFC | Pas membre de l'OFC | Pas membre de l'OFC | Pas membre de l'OFC | Pas membre de l'OFC | Pas membre de l'OFC | •               | ×               | ×               | ×               | 0         |

### Récompenses
| Année | Sélectionneur de l'équipe titrée | Meilleurs buteurs                       | Meilleur joueur | Meilleur gardien de but | Prix du fair-play  |
| ----- | -------------------------------- | --------------------------------------- | --------------- | ----------------------- | ------------------ |
| 1973  | Barrie Truman                    | Segin Wayewol Alan Marley Errol Bennett | NC              | NC                      | NC                 |
| 1980  | Rudi Gutendorf                   | Ian Hunter Eddie Krnčević               | NC              | NC                      | NC                 |
| 1996  | Eddie Thomson                    | Kris Trajanovski                        | NC              | NC                      | NC                 |
| 1998  | Ken Dugdale                      | Damian Mori                             | NC              | NC                      | NC                 |
| 2000  | Frank Farina                     | Craig Foster Clayton Zane               | NC              | NC                      | NC                 |
| 2002  | Mick Waitt                       | Joel Porter                             | NC              | NC                      | NC                 |
| 2004  | Frank Farina                     | Tim Cahill Vaughan Coveny               | NC              | NC                      | NC                 |
| 2008  | Ricki Herbert                    | Shane Smeltz                            | NC              | NC                      | NC                 |
| 2012  | Eddy Etaeta                      | Jacques Haeko                           | Nicolas Vallar  | Rocky Nyikeine          | Îles Salomon       |
| 2016  | Anthony Hudson                   | Raymond Gunemba                         | David Muta      | Stefan Marinović        | Nouvelle-Calédonie |
| 2024  | Darren Bazeley                   | Roy Krishna                             | Liberato Cacace | Max Crocombe            | Nouvelle-Zélande   |